# Procloeon africanum
Procloeon africanum is een haft uit de familie Baetidae. De wetenschappelijke naam van de soort is voor het eerst geldig gepubliceerd in 1913 door Esben-Petersen.
De soort komt voor in het Afrotropisch gebied.